# 寄生虫学

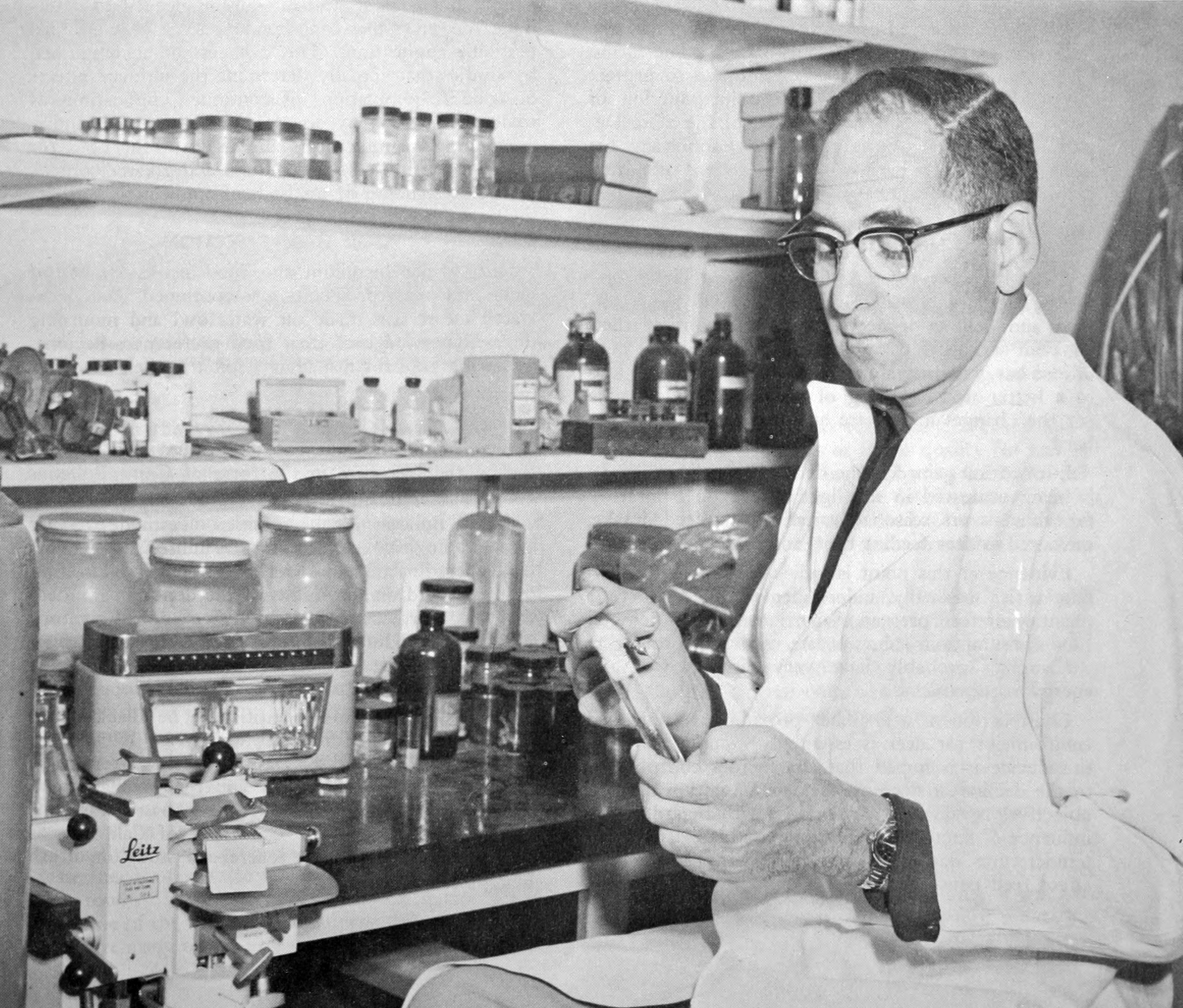

寄生虫学（きせいちゅうがく、英語：parasitology）は、寄生虫と宿主、及びそれらの関係について探求する生物学の一分野。寄生虫学の対象であるか否かは、生命体や環境ではなく、それらの生態で決まる。細胞生物学、生物情報学、分子生物学、免疫学、遺伝学、生態学などの分野の手法を用いた学際的研究分野である。
寄生は地球上では最も一般的な生態であり、単純な単細胞生物から複雑な脊椎動物に至るまで、主要な全分類で確認される。全ての自由生活性の種は自身に独特の寄生虫を持っている。そのため、寄生虫の種数は自由生活性の生物の種数を大きく上回る。

## 領域
多様な生命体を研究する際、対象を単純化細分化した「単位」に分解し、他の研究と共通の手法を用いることが重要となることが多い。寄生虫学の研究の大部分は、複数のこのような単位の隙間に入り込む。一般的に、原核生物の研究は寄生虫学ではなく細菌学の範疇に入る。

### 医寄生虫学
人間に病原体を媒介する寄生虫を研究する分野を医寄生虫学という。次のような寄生虫が含まれる。
- マラリア原虫 Plasmodium spp. - マラリアの原因となる単細胞生物
- リーシュマニア Leishmania spp. - リーシュマニア症の原因となる単細胞生物
- 住血吸虫 Schistosoma spp.、バンクロフト糸状虫 Wuchereria bancrofti、アメリカ鉤虫 Necator americanus 等の多細胞生物

他に医寄生虫学は薬剤開発、疫学の研究、動物原性感染症の研究などにも関連がある。

### 獣医寄生虫学
農業や水産養殖業における経済的損失を引き起こし、伴侶動物に病原体を媒介する寄生虫について研究する分野を獣医寄生虫学という。次のような寄生虫が含まれる。
- クロバエ Lucilia cericata - 家畜の皮膚に卵を産む。蛆が孵化し皮膚の中に潜り込むと、動物に苦痛を与え、農場に経済的損失を引き起こす。
- ミミヒゼンダニ Otodectes cynotis - 潰瘍の原因となる。
- Gyrodactylus salaris - 鮭の単生類寄生虫で、抵抗力の無い個体を死に至らしめる。

### 寄生虫生態学
寄生虫は、宿主となる個体の生態についての情報を提供する働きを持っている。例えば漁業生物学では、寄生虫の群落が同じ地域に棲息する魚の個体群を特異的に識別するのに使われる。また、寄生虫は宿主に寄生するために、多様な特徴的習性と生活史戦略を持っている。寄生虫生態学を理解することは、寄生虫による被害を如何にして防ぐかを知る手がかりにも成りうる。

### 分類と系統
並外れた多様性を誇る寄生生物の分類は、生物学者にとって大きな難問の一つとなっている。近年発達した、DNAを用いた分類法は寄生虫学者の大きな助けとなった。寄生虫の多くはひどく退化しているので、種同士の関係が判断しにくいからである。

## 関連人物
- 寺田護（浜松医科大学医学部教授）
- 藤田紘一郎（東京医科歯科大学医学部名誉教授）